# Benjamin Rojas
Benjamín Ignacio Rojas Ferrera (ur. 1 marca 2001 w Santiago, Chile) – chilijski piłkarz grający na pozycji prawego obrońcy.

## Kariera

### Młodość i początki kariery
Rojas jest wychowankiem klubu CD Palestino, w którym zadebiutował w chilijskiej Primera División 8 listopada 2020 roku w meczu przeciwko Universidad Católica. W 2021 roku został wypożyczony do AC Barnechea, gdzie rozegrał 16 spotkań i zdobył jedną bramkę. Po powrocie do Palestino występował regularnie, biorąc udział m.in. w rozgrywkach Copa Libertadores i Copa Sudamericana. Do końca 2024 roku zanotował łącznie 64 występy w barwach Palestino.

### Transfer do Pogoni Szczecin
21 lutego 2025 roku Rojas podpisał kontrakt z Pogonią Szczecin, obowiązujący do końca sezonu 2024/2025, z opcją przedłużenia o kolejny rok. W klubie zadebiutował w drużynie rezerw, występującej w III lidze. W sezonie 2024/2025, nie zadebiutował w pierwszym zespole Pogoni. 14 czerwca 2025 roku Pogoń Szczecin poinformowała, że nie przedłuży kontraktu z chilijskim zawodnikiem.

### Kariera reprezentacyjna
W grudniu 2020 roku Rojas rozegrał trzy mecze w reprezentacji Chile U20 podczas turnieju towarzyskiego w Brazylii, mierząc się z Peru, Boliwią i Brazylią. W lipcu 2022 roku został powołany na zgrupowanie reprezentacji Chile U23 prowadzonej przez Eduardo Berizzo.